# San Joaquín y Santa Ana con la Virgen niña
San Joaquín y Santa Ana con la Virgen niña es un cuadro barroco de Luca Giordano (1634 – 1705), pintor napolitano del siglo XVII, que actualmente se encuentra en la iglesia de San Miguel de la villa de Cuéllar (Segovia).

## Historia
Se desconoce la fecha de ejecución de la obra, aunque debió ser encargada entre 1697 y 1701, después de que finalizase la decoración del camarín del Real Monasterio de Santa María de Guadalupe y la serie de estampas de la Vida de la Virgen que se conservan en el Museo de Historia del Arte de Viena. Se trata por ello de una de sus últimas obras en España, antes de regresar en 1702 a su ciudad natal, donde murió tres años después.
Respecto a su ubicación original, destaca la existencia en Cuéllar del convento de Santa Ana, fundado en 1572 por una hija de Beltrán II de la Cueva y Toledo, tercer duque de Alburquerque, quien desempeñó los cargos de Virrey de Aragón y de Navarra. Es probable que el cuadro fuese encargado por los duques posteriores en la Corte, como pieza central del retablo mayor, casi con toda seguridad renovado en el siglo XVII, aunque no existen noticias documentales al respecto.
El convento fue exclaustrado en 1835 con la Desamortización de Mendizábal, y en 1857 fue vendido. La pintura pasaría entonces a la iglesia de Santa María de la Cuesta, y de allí a la de El Salvador, donde se conservaba en 1872, cuando fue requerida por el Museo de Segovia, considerando que se trataba de una pieza de este último templo, que había sido desamortizado. Tras la negativa de las autoridades civiles y religiosas a enviar la pintura y la posterior aclaración de su procedencia, fue finalmente trasladada a la iglesia de San Miguel, donde se conserva en la actualidad.

## Descripción
La obra representa el momento en que los padres de la Virgen, quienes aparecen en primer plano, conducen de los brazos a la niña al templo para ser consagrada a Dios. Sobre ellos aparece la alegoría del Espíritu Santo, y en primer plano a la izquierda se localiza un ángel que ofrece un cesto de flores a la niña.
Está inspirado en la obra de Rubens sobre la Sagrada Familia, aunque con un aire más clasicista. El cuadro se halla firmado en el ángulo inferior izquierdo, bajo el pie derecho de Santa Ana, en el que figura «Jordanus F.». 